# Skyros
Skyros (în greacă Σκύρος) este o insulă din Grecia, cea mai mare dintre Sporadele de Nord, cu o populație de 2994 de locuitori (2011) și o suprafață de 223 km².
Forțele Aeriene Grecești au o bază militară pe această insulă, datorită poziției sale strategice.

## Geografia
Partea de nord a insulei este acoperită de o pădure, iar partea de sud, dominată în mod special de muntele Kochila (792 m), este goală și stâncoasă.